# Зелімово
Зелі́мово (рос. Зелимово, башк. Йылым) — присілок у складі Баймацького району Башкортостану, Росія. Входить до складу Ішбердинської сільської ради.
Населення — 254 особи (2010; 317 в 2002).
Національний склад:
- башкири — 99%